# Mohamed Bennouna
 (décembre 2016).
Si vous disposez d'ouvrages ou d'articles de référence ou si vous connaissez des sites web de qualité traitant du thème abordé ici, merci de compléter l'article en donnant les références utiles à sa vérifiabilité et en les liant à la section « Notes et références ».
Mohamed Bennouna alias Mahmoud est un homme politique marocain né en 1938 et mort en 1973. Bennouna est engagé dans la lutte contre le colonialisme puis contre la royauté.

## Biographie
Bennouna est né à Rabat en 1938 dans une famille modeste. Dès son jeune âge, même avant l'indépendance du Maroc il se distingua par ses activités politique contre le colonialisme français.
En 1969, il rejoint la résistance palestinienne pour acquérir des connaissances militaires qui lui serviront dans son propre pays pour organiser une rébellion contre la monarchie. L'arrivée de Mouammar Kadhafi au pouvoir en Libye en 1969, constitue un atout pour le Tanzim qui est une branche radicale révolutionnaire du Parti de gauche marocain l'UNFP.